# Mauthausner Steinindustrie

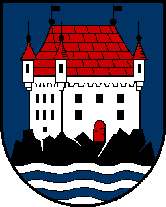
Marktwappen Mauthausens: Die Wellen symbolisieren die Donau, der schwarze Fels den Mauthausner Granit

Mauthausner Steinindustrie umschreibt den industriellen Abbau, die industrielle Weiterverarbeitung und den Vertrieb von Naturwerkstein der Type und Handelsmarke Mauthausner Granit zunächst aus Mauthausen bzw. dem südlichen Unteren Mühlviertel und später auch aus weiter entfernten Steinbrüchen im 19. und 20. Jahrhundert durch mehrere verschiedene Unternehmen. Unter Mauthausner Granit werden fein- bis mittelkörnigen Biotit-Granite zusammengefasst, die innerhalb der böhmischen Masse abgebaut werden.
Leitbetriebe waren die von Anton Poschacher (Industrieller, 1812) gegründeten und insbesondere von Anton Poschacher (Industrieller, 1841) weiter ausgebauten A. Poschacher Granitwerke, kurzzeitig die Actiengesellschaft für Straßen und Brückenbauten, weiters die Wiener Städtischen Granitwerke der Gemeinde Wien und während des Zweiten Weltkrieges die Granitwerke Mauthausen. Standorte befanden sich beispielsweise in Langenstein, Mauthausen, Perg, St. Georgen an der Gusen, St. Martin im Mühlkreis (Neuhaus), Schlägl, Schrems, Schwertberg usw.

## Allgemeines
Die Entwicklung der Mauthausner Steinindustrie und des Mauthausner Granits ist nicht nur für die Wirtschaftsgeschichte Mauthausens und des unteren Mühlviertels von Bedeutung, sie ist vor allem für die Baugeschichte der Stadt Wien ausschlaggebend.
Die Donau und der Granit, sind die zwei wesentliche Faktoren, die die Geschichte Mauthausens bestimmt haben und daher auch im Marktwappen dargestellt werden. Die Donau ist als Wellenmuster dargestellt, aus der der Granitfelsen ragt, auf dem das Schloss Pragstein erbaut wurde. Die Donau war der Transportweg, auf dem sich die schweren Steine flussabwärts leicht bis nach Wien transportieren ließen. Der Abbau des feinkörnigen Granits, der wegen seiner leichten Spaltbarkeit bei hoher Witterungsbeständigkeit als Baumaterial gut geeignet, wurde zum bedeutendsten Wirtschaftszweig für Mauthausen.

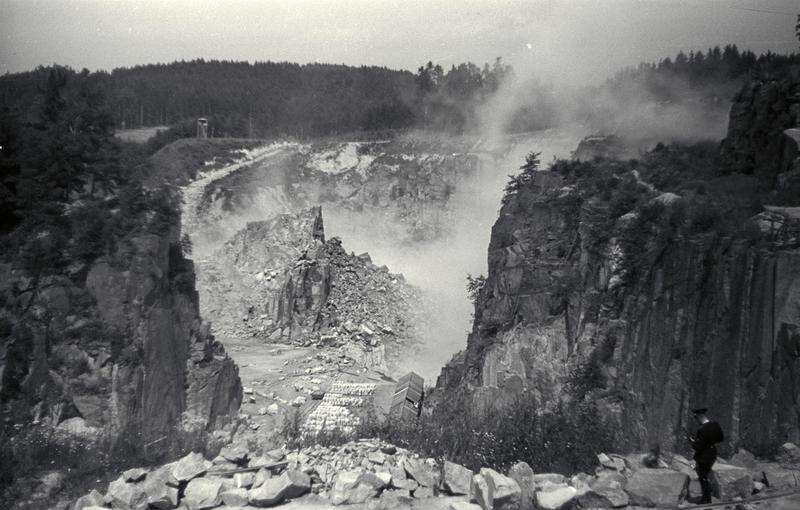
Sprengungen im Jahr 1941 im Granitsteinbruch des KZ Mauthausen

Heute ist in Mauthausen kein Steinbruch mehr in Betrieb. Die Spuren des jahrhundertelangen Steinabbaus sind aber noch gegenwärtig. Seit dem Zweiten Weltkrieg wird der Name Mauthausen vor allem mit dem Granitabbau durch die Häftlinge des KZ Mauthausen für die Granitwerke Mauthausen der „Deutschen Erd- und Steinwerke GmbH“verbunden, die Eigentum der SS war. Die Zwangsarbeit war eine der letzten Phasen in der Geschichte der Mauthausner Steinindustrie.

### Ortsbild
Der Abbau und die Bearbeitung von Granit prägte bis zum August 1938, als mit dem Bau des Konzentrationslagers Mauthausen begonnen wurde, die Geschichte der Marktgemeinde Mauthausen und gibt dem Ort noch heute unverkennbar sein Erscheinungsbild. Die Zeugen der Geschichte sind im Ortsbild erkennbar. In kurzen Abständen folgten kleine Steinbrüche aufeinander. In jedem älteren Gebäude ist die Dominanz der Granittürstöcke sichtbar. Der aus Granit bestehende Pranger auf dem Marktplatz aus dem Jahre 1583 und die Kunstwerke der neueren Zeit geben einen Hinweis auf die Ortsgeschichte und ihre Verbundenheit mit dem Granit aus dem Umfeld. Diese Prägung übertrug sich auf viele Gebäude der Donau-Monarchie, welche mit Mauthausener Granit errichtet wurden. Die Pfeiler der Donaubrücken, die Kirchen, die nicht nur mit Granit gebaut wurden, sondern auch ihren architektonischen Schmuck erhielten, sind Teil der Geschichte des traditionsreichen Handwerks und der Industrie, welches in der gesamten Habsburger-Monarchie verbreitet war.
Die Industrialisierung der Steingewinnung und die Entwicklung eines starken Steinarbeiterproletariats gingen Hand in Hand. Es liegt nahe, dass sich die Arbeiterschaft der damaligen Zeit trotz der schlechten Arbeitsbedingungen gleichzeitig mit ihren Arbeitsplätzen identifizierte und mit den Steinbrüchen verbunden fühlte.
Es war aber nicht Mauthausen allein, das in der Steinindustrie dieser Gegend eine bedeutende Rolle gespielt hat. Die vielen anderen Steinbrüche im unteren Mühlviertel haben die Entwicklung der Region entscheidend mitgeprägt und legten den Grundstein für gesellschaftliche Strukturen, die dort bis heute nachwirken. Neben dem Mauthausner Granit prägte auch der im unteren Mühlviertel gewonnene Sandstein lange Zeit die Steinindustrie und die entstehenden Bauwerke in diesem Gebiet.

### Sortenunterscheidung, Petrographie
Als Mauthausener Granit wurden in Wien und Oberösterreich zahlreiche Granite bezeichnet, die jenem Typus entsprachen, der in der Region von Mauthausen (Altaist, Altenburg, Arbing, Haid, Langenstein, Luftenberg an der Donau, Mauthausen, Mistlberg, Perg, Pregarten, Ried in der Riedmark, Schwertberg), u. a. abgebaut wurde. Dazu zählten auch Gesteine aus Steinbrüchen der Gegend nördlich von Pilsen bei Jechnitz-Woratschen, Petersburg-Jechnitz und weitere. Nach Alois Kieslinger stammten mindestens die Hälfte der unter dem Namen Mauthausener Granit verbauten Naturwerksteine aus Vorkommen der Böhmischen Masse in Böhmen und Mähren und bei den Pflastersteinen aus Vorkommen in Bayern. Deshalb ist im Einzelfall zwischen der petrographisch korrekten Herkunftsbezeichnung (z. B. Mauthausen) und dem weiter gefassten Handelsnamen zu unterscheiden.
Beim Granit vom Typus Mauthausen handelt es sich um mittelkörnige Gesteine mit überwiegend blaugrauer Farbe. In bestimmten Vorkommen tritt Pyrit als akzessorischer Bestandteil auf. Aus diesem Grund kann das Gestein vereinzelt zur Verfärbung (gelb, Rosttöne) neigen.

## Nutzungsgeschichte des Mauthausener Granits

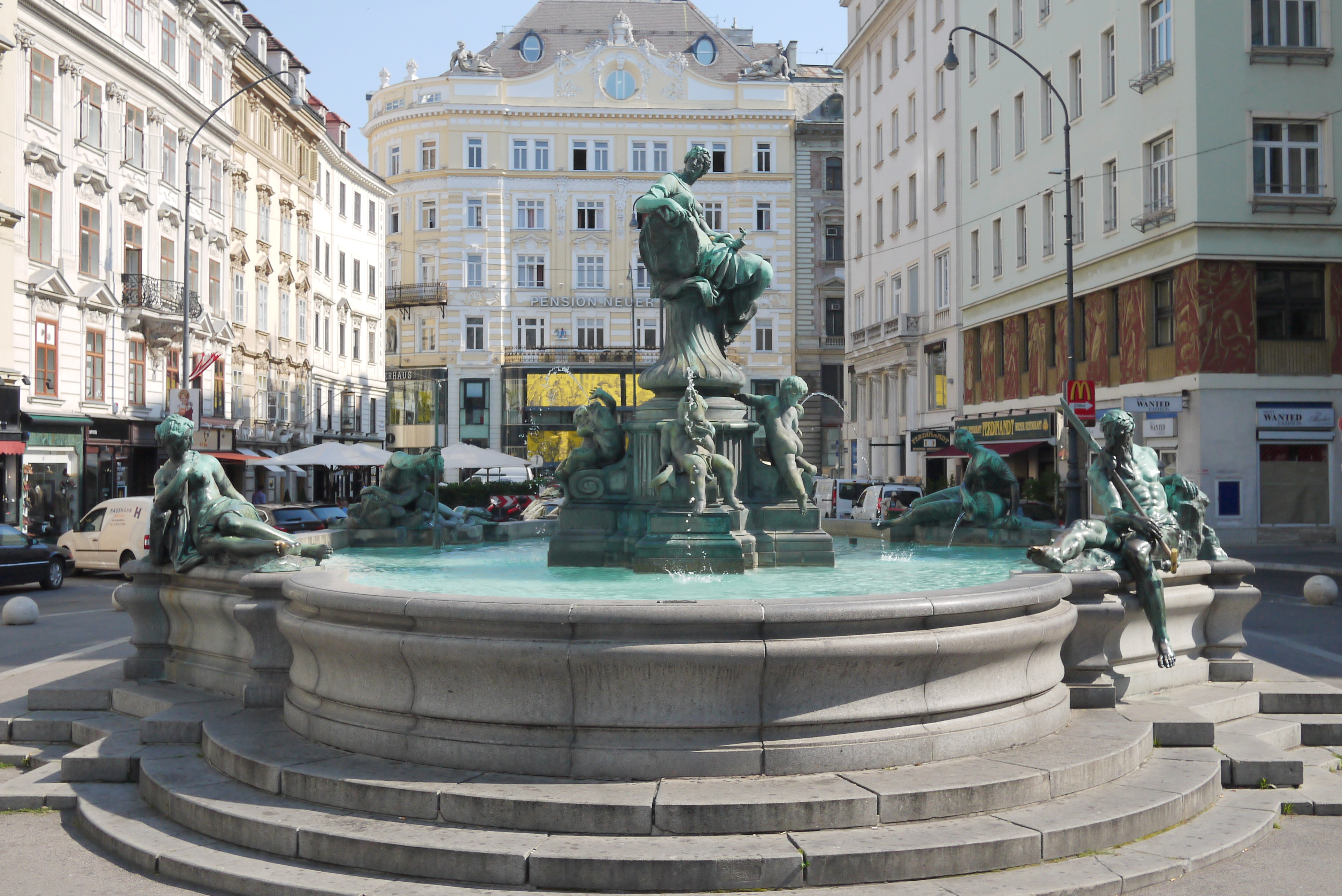
Becken und Sockel des Donnerbrunnens in Wien sind aus Mauthausener Granit erbaut

Die Verwendung von Werkstücken aus Mauthausener Granit lässt sich bis in die Römerzeit zurückverfolgen. Sie wurden zur Herstellung von Mauerwerk aber auch bereits für künstlerische Handwerksarbeiten verwendet, wie verschiedene Ausstellungsstücke im Römermuseum Lauriacum in Enns beweisen. Hingegen wurde im Mittelalter weitgehend auf die Verwendung von Granit verzichtet (Gaßner Chr., 1998, S. 18).
Damals wurde in weiten Teilen des unteren Mühlviertels vor allem der „Perger Sandstein“ zum Bauen benützt. Spuren dieses „Perger Sandsteins“ finden sich noch heute in verschiedenen mittelalterlichen Gebäuden in Mauthausen. Beispielsweise beinhaltet der 1490 fertiggestellte Kirchenbau noch ein Mauerwerk der alten Pfarrkirche, die 1424 von den Hussiten zerstört wurde, das auf die vorwiegende Verwendung von Sandstein zu dieser Zeit schließen lässt. Ebenso sind verschiedene Formsteine, die noch heute in den Verstrebungspfeilern der Kirche erhalten sind aus „Perger Sandstein“. Weitere Beispiel sind am so genannten Karner (aus der ersten Hälfte des 13. Jahrhunderts) unmittelbar neben der Kirche und an der Heinrichskirche (älteste Kirche Mauthausens, erbaut vermutlich um 1024) zu sehen (Heimatbuch Mauthausen, S. 79).
Der Granit trieb die wirtschaftliche Entwicklung Mauthausens voran. Beschränkte sich die Gewinnung und die Verwendung des Granits im ausklingenden Mittelalter noch auf die Verarbeitung von Findlingen und den Abbau leicht zu erreichender Schichten, so spielte ab dem 17./18. Jahrhundert seine industrielle Nutzung eine immer größere Rolle.
Ab wann genau die ersten Steinbrüche in Mauthausen ihren Betrieb aufnahmen, lässt sich heute leider nicht mehr genau feststellen, aber es gibt Hinweise, die durchaus eine frühere gewerbliche Nutzung als die historisch belegten Steinbruchgründungen, möglich erscheinen lassen. So war es bis zum 6. Mai 1652 nach altem Recht jedem Bürger des Marktes erlaubt, die für seinen „Hausgebrauch“ nötigen Steine zu brechen bzw. zu sammeln. Dieses Recht wurde ihnen aber von Abraham Widmer, dem Verwalter der Herrschaft Mauthausen, am 6. Mai 1652 genommen (Heimatbuch Mauthausen, S. 80). Dies alleine würde noch keine Schlüsse auf gewerbliche Nutzung zulassen, jedoch geht aus alten Baurechnungen des Stiftes St. Florian hervor, dass zwischen den Jahren 1687 und 1715 immer wieder hohe Rechnungsbeträge an den Steinmetz Hans Wolfinger zu Langenstein ausbezahlt wurden (Gaßner Chr., 1998, S 18). Es könnte also sein, dass bereits im ausklingenden 17. Jahrhundert die gewerbliche Nutzung des Granits in der Gegend in und um Mauthausen Realität war.

### Entstehung der ersten Steinbrüche in Mauthausen
Die erste dokumentierte Steinbruchgründung in Mauthausen geht auf das Jahr 1781 zurück. Der Steinmetzmeister Johann Gehmacher eröffnete 1781 den „Heinrichsbruch“ im Osten von Mauthausen. Dieser entwickelte sich in den folgenden Jahrzehnten zum größten Steinbruch in der Gegend um Mauthausen. Gegen Ende des 18. Jahrhunderts nahm der „Kamptnerbruch“ seinen Betrieb auf. In den ersten Jahrzehnten des 19. Jahrhunderts entstanden immer mehr Steinbrüche. Es folgten 1828 die Gründungen des Bruches „am Bettelberg“ und des „Spitalsbruches“ gegenüber der Heinrichskirche.
Es war der enorme Bedarf an Steinen für die Bautätigkeit in der gesamten österreichisch-ungarischen Monarchie, der die Anzahl der Steinbrüche rasch anwachsen ließ. Vor allem die Straßen- und Wegepflasterungen in den heutigen Hauptstädten Wien, Pressburg und Budapest förderten die Gründung von Steinbrüchen in Mauthausen und Umgebung. Diese Steinpflasterungen in den großen Städten der Monarchie wurden aber nur durch die Entwicklung neuer Werkzeuge in der Steinbearbeitung ermöglicht, die eine rationelle Produktion zuließen. Es war von großer Bedeutung, dass die Steine für den Straßenbau genormten Größen entsprachen und genau das konnte mit technischen Neuerungen verwirklicht werden.
Es waren aber nicht nur die Pflastersteine, welche die Entwicklung der Mauthausner Steinindustrie begünstigten. Die Pflastersteine bildeten nur den Beginn. Mit der Zunahme der barocken Bautätigkeit in der Hauptstadt der Monarchie, in Wien, erfuhr der Mauthausener Granit einen neuerlichen Nachfrageschub. Kombiniert mit der günstigen Lage an der Donau, welche als Transportweg hervorragend geeignet war, konnten sich die Mauthausener Steinbrüche zu einem bedeutenden Gewerbezweig entwickeln.

### Entwicklung der Granitwerke Anton Poschacher

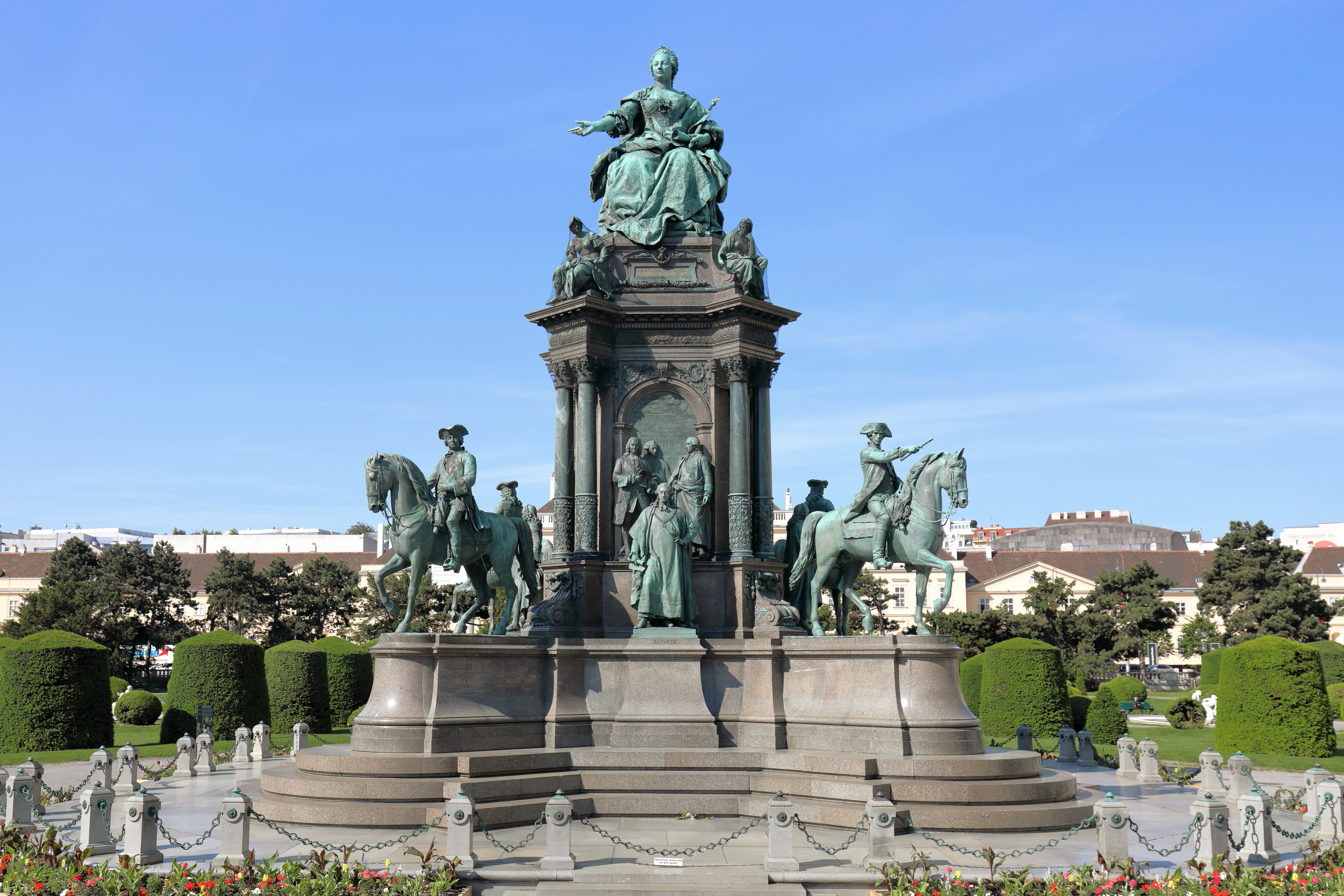
Maria-Theresia-Denkmal in Wien, Begrenzungssäulen und unterste Plattform aus Mauthausener Granit

Die Granitwerke Anton Poschacher waren der wichtigste und bedeutendste Steinproduzent in Mauthausen. Diese Firma und mit ihr die Familie Poschacher prägte die Entwicklung des Ortes Mauthausen wie kaum eine andere. Noch heute sind die Nachfahren des Firmengründers Anton Poschacher die größten Grundbesitzer in Mauthausen und zählen zu den einflussreichen Persönlichkeiten der Region.
Am Beginn stand der so genannte Kamptnerbruch. Die Tochter des Inhabers Leonhard Kamptner übernahm 1839 mit ihrem jungen Ehemann Anton Poschacher (Industrieller, 1812) den Steinbruch des Vaters. Poschacher, gelernter Lebzelter und Wachszieher und Sohn des damaligen Mauthausener Bürgermeisters, begann mit seiner Frau ein Unternehmen aufzubauen, welches in den nächsten Jahrzehnten eine rasante Entwicklung nahm. Mit einem Vermögen von 12.000 Gulden kaufte er mehrere Steinbrüche in Mauthausen und Umgebung zusammen und baute den Betrieb aus. 1860 beschäftigten die Granitwerke Anton Poschacher bereits mehrere hundert Mitarbeiter. Neben dem Erwerb von mehreren Steinbrüchen in anderen Gegenden der Monarchie, so im benachbarten Böhmen, aber auch in Bayern, kaufte Anton Poschacher auch Wald, landwirtschaftlichen Nutzgrund und den Salzstadel in Mauthausen. Dieser Salzstadel sollte als Steinmetzwerkstätte dienen. Er ist noch heute erhalten und als Einkaufszentrum in Betrieb.
Auch die Lage an der Donau begünstigte die Entwicklung des Unternehmens. Es war vor allem der große Bedarf an Pflaster- und Formsteinen der unter Kaiser Franz Joseph I. zur Großstadt an der Donau ausgebauten Hauptstadt Wien, der die Granitwerke Anton Poschacher so schnell wachsen ließ. Transportierten in den Anfängen des Unternehmens noch selbständige Schiffmeister die Granitsteine auf der Donau nach Wien, so stieg Anton Poschacher mit wachsendem Bedarf an Schiffen auf eigene Transportzillen um. Er ordnete den Bau von so genannten Siebenerinnen (Großzillen) an, welche bis zu 200 Tonnen Stein transportieren konnten. Die Steine wurden mit Pferdegespannen aus den Steinbrüchen zu den Schiffsanlegestellen gebracht und dort verladen. Da der Transport der Steine nun selbst durchgeführt wurde, wuchs der Personalstand des Unternehmens rasch an.
Begünstigt durch die rege Bautätigkeit in der Monarchie und dessen ungebremsten Bedarf an Steinen entwickelten sich die Granitwerke Anton Poschacher zu einem florierenden Industriebetrieb mit Aufträgen aus allen Teilen des Landes. So beinhalten heute viele bekannte Gebäude in Österreich Mauthausener Granit. Die Ringstraßenbauwerke wie das Kunsthistorische und das Naturhistorische Museum, das Parlamentsgebäude und das Wiener Rathaus benötigten den Granit und flussaufwärts wurden auch in der oberösterreichischen Landeshauptstadt Linz errichtete Gebäude wie der neugotische Linzer Dom mit diesen Steinen ausgestattet. Ende der Sechzigerjahre des 19. Jahrhunderts war die wirtschaftliche Entwicklung geprägt von großen kapitalistischen Gründungen von Aktiengesellschaften.

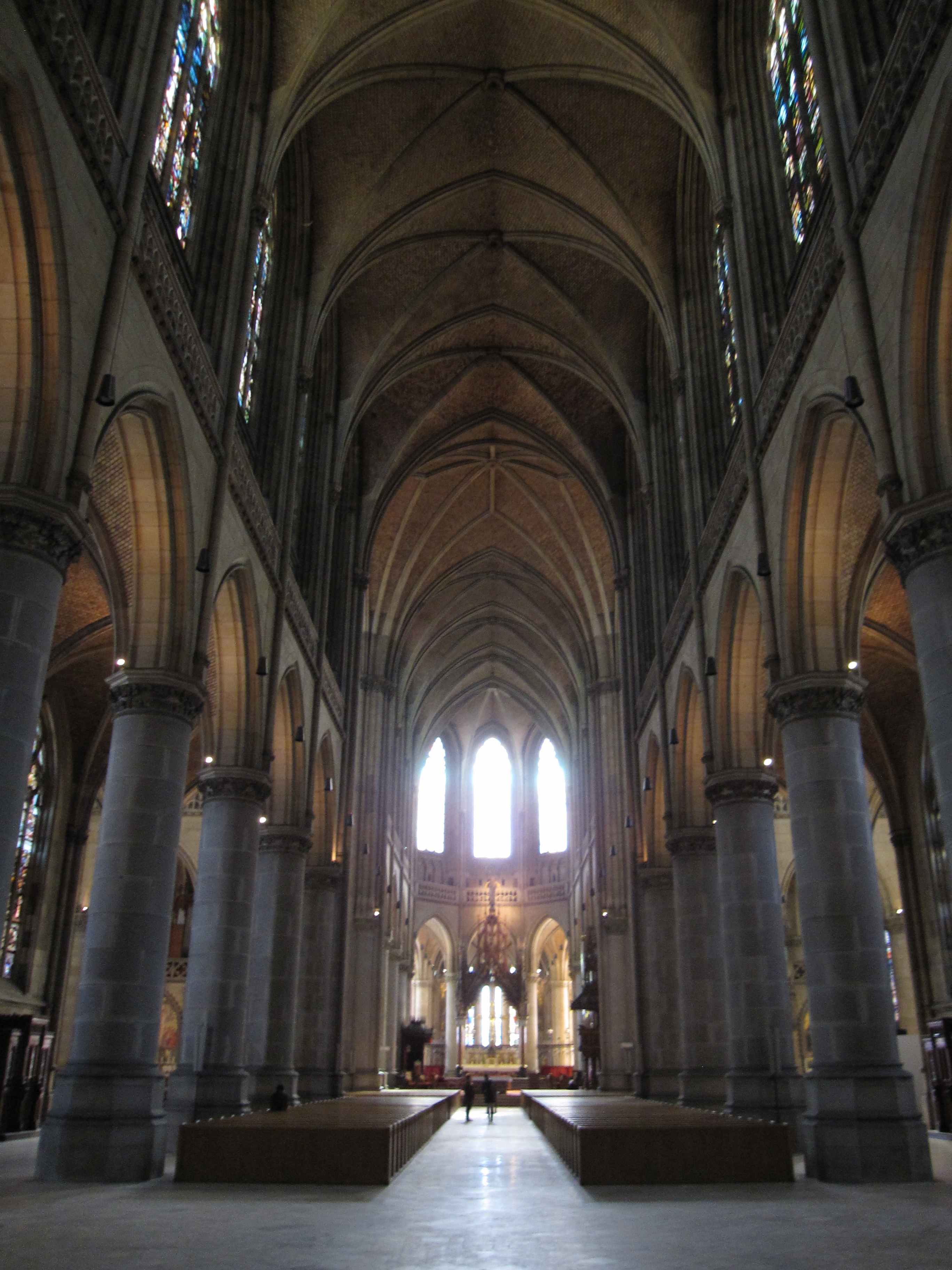
Für Säulen und Gesimse im Inneren des Mariä-Empfängnis-Doms in Linz wurde Mauthausener Granit verwendet

Beeinflusst vom Zeitgeist verkaufte auch Anton Poschacher 1870 sein Unternehmen an die kurz zuvor gegründete Actiengesellschaft für Straßen und Brückenbauten. Poschacher selbst wurde Präsident dieser Aktiengesellschaft, er starb drei Jahre später. Sein Sohn, Anton Poschacher (Industrieller, 1841), trat in die Gesellschaft ein und übernahm den Posten des Direktors. Der große Börsenkrach 1873 ging auch an der Aktiengesellschaft für Straßen- und Brückenbauten nicht spurlos vorbei. Die Turbulenzen an den Märkten und die Tatsache, dass das Unternehmen nach dem Tod des Firmengründers Anton Poschacher sen. unrentable Erweiterungen vornahm, führten zu Differenzen zwischen Anton Poschacher jun. und der übrigen Geschäftsleitung. Poschacher jun. schied daraufhin aus dem Unternehmen aus und begab sich auf eine Studienreise nach Amerika.
Die Straßen- und Brückenbau AG war in den Jahren nach dem Börsenkrach in massive Schwierigkeiten geraten und arbeitete bei der Rückkehr Anton Poschachers aus Amerika 1876 mit schweren Verlusten. Anton Poschacher wollte nun das Unternehmen zurückkaufen und es gelang ihm schließlich auch, nachdem ein langwieriger Prozess geführt worden war. Er kaufte das Unternehmen mit Familienkrediten zurück und besaß nun das größte Granitwerk der österreichisch-ungarischen Monarchie, mit über 1000 Beschäftigten. Nach dem Rückkauf wurde eine mehrjährige Genesungsphase des Unternehmens eingeleitet. Diese beinhaltete zum einen den Verkauf weit entfernter Steinbrüche in Bayern, Schärding und Böhmen und zum anderen die Verbesserung der Verbindungen zwischen den einzelnen Steinbrüchen.
Als die Sanierungsphase abgeschlossen war, begann eine Erweiterungsphase des Unternehmens. Poschacher erneuerte und erweiterte seine maschinellen Einrichtungen und ab dem Jahr 1875 wurden auch Dampfmaschinen eingesetzt. Dieser Fortschritt erleichterte vor allem die Arbeit der Ritzer, welche die Aufgabe hatten, die Rohblöcke in kleinere Werksteine zu zerlegen 1884 wurde im Unternehmen die erste Diamantsäge angeschafft und es kam zum Einsatz der ersten dampfbetriebenen Schleifanlage in Österreich. Diese Anlage entsprach in etwa der Leistung von 10 Handschleifern. Dazu kam eine Erweiterung der Transportflotte auf der Donau inklusive der Anschaffung eines Schleppdampfers. Die Entwicklung und Erneuerung der Bearbeitungsanlagen ließen auch die Produktpalette der Firma Poschacher wachsen. So wurden nun neben Pflastersteinen, Randsteinen und Formsteinen auch Grabsteine und Gruftplatten erzeugt. Die erfolgreiche Entwicklung des Unternehmens führte schließlich dazu, dass im Jahr 1893 bereits 1859 Personen bei Poschacher beschäftigt waren.
Um die Jahrhundertwende, beim Tod von Anton Poschacher jun. 1904, besaß die Firma Poschacher 400 Hektar Grund, 62 Häuser, 20 Steinbrüche in Betrieb, 25 stillgelegte bzw. im Aufbau befindliche Steinbrüche und es wurden rund 2000 Menschen beschäftigt.
Während des Ersten Weltkrieges schrumpfte der Betrieb auf 290 Beschäftigte und erholte sich nur langsam von den Nachkriegswehen. Erst im Jahre 1928 erreichte der Beschäftigtenstand, begünstigt durch öffentliche Pflastersteinaktionen, wieder 500 bis 600 Menschen.

### Wiener Städtischer Granitbruch
Die Wiener Städtischen Granitwerke betrieben den letzten aktiven Steinbruch in Mauthausen und erhielten das Gewerbe der Steingewinnung und Verarbeitung bis in die zweite Hälfte des 20. Jahrhunderts am Leben. Die Wiener Granitwerke bauten zwar auf dem Unternehmen Anton Poschachers auf, erreichten aber nicht dieselbe Bedeutung für die Entwicklung der Steinindustrie in Mauthausen.
Der Steinbruch der Wiener Städtischen Granitwerke befand sich im Bettelberg im Westen von Mauthausen. Dieser Steinbruch war 1828 einer der ersten, die im Zuge der viele Gründungen am Beginn des 19. Jahrhunderts entstanden waren. Bis ins Jahr 1916 befand sich auch dieser Bruch im Besitz der Familie Poschacher, wurde aber bereits 1906 von einem Wiener Pflastermeister gepachtet und 10 Jahre später von der Gemeinde Wien erworben. Der Preis betrug 30.000 Kronen in bar sowie ein Grundstück im Wert von 10.000 Kronen.
Von dieser Zeit an befand sich der Steinbruch im Besitz der Gemeinde Wien bzw. von Betrieben in deren Besitz. Der Granitstein im Bettelberg war besonders gut spaltbar, eignete sich aber wegen seiner grobkörnigen Struktur nicht für hohe Belastbarkeit und besondere Formungen. Einsatz fand dieser Granit vor allem im Straßenbau.

## Leben der Steinarbeiter in Mauthausen
Hand in Hand mit den Entwicklungen in den Steinbrüchen in und um Mauthausen ging natürlich auch die Entwicklung des gesellschaftlichen Lebens der Arbeiter und ihrer Familien. Die Lebensumstände während der Zeit der Industrialisierung waren für die Beschäftigten im Steinbruch sehr hart. Sie hatten durchschnittlich 60 Stunden in der Woche zu arbeiten und schafften es meist nur mit Mühe, das nötige Geld zum Leben zu verdienen. Die Arbeitszeit begann von Montag bis Samstag um 6.00 Uhr früh und endete gegen 18.00 Uhr am Abend.
Ein Zwölfstundentag für eine körperlich sehr anstrengende Arbeit und das zu einem gerade ausreichenden Gehalt sorgte natürlich bei verschiedenen Verschärfungen der Arbeitsbedingungen für Unruhe und nicht selten kam es zu Ausschreitungen. Ein solcher Vorfall ereignet sich im Februar 1876. In einem Bruch der Firma Löwenfels’ Witwe und Sohn wurden die Steinarbeiter nach Stücken, also im Akkord (wie auch in den meisten anderen Steinbrüchen) entlohnt. Der Steinbruch, den die Firma Löwenfels für die Gemeinde Wien betrieb, war allerdings von schlechter Qualität und die Ausbeute war trotz mühevollster Arbeit sehr schlecht. Dies führte in weiterer Folge zu einer schlechten Entlohnung der Beschäftigten des Steinbruches. Um der Unzufriedenheit der heimischen Arbeiter auszuweichen, wurden billigere Arbeiter aus Böhmen angeworben, aber auch die begannen bald, ihre Unzufriedenheit auszudrücken.
Im Februar 1876 kam es dann zur Eskalation. Ein neuer Geschäftsführer aus Wien sollte bei den Arbeitern einen noch schlechteren Zahlungsmodus durchdrücken. Die Arbeiter, die ohnehin schon mit den schlechten Lebensbedingungen zu kämpfen hatten, fielen über den Mann her, verprügelten ihn und warfen ihn in den vorbeifließenden Bach.
Nachdem es immer wieder zu unkontrollierten Ausschreitungen unter den Arbeitern der Steinbrüche gekommen war, entwickelte sich unter den Arbeitern in Mauthausen ein politisches Bewusstsein. Es entstanden die ersten Arbeiterbildungsvereine (Arbeiterbildungsverein 1872 abgelöst vom Volksbildungsverein 1891). In Mauthausen entfaltete sich ein reges Vereinswesen.
Bereits ab dem Ersten Weltkrieg bestand ein Betriebskonsum der Firma Poschacher. Ende Februar 1920 wurde dieser allerdings geschlossen und die Arbeiter von Mauthausen, Haid und Gusen bauten ihre eigene Konsumorganisation auf. Die Organisation der Verkaufsstellen erfolgte über die Konsum – und Spargenossenschaften Linz. Die Verkaufsstellen des Betriebskonsums wurden einfach übernommen und eine weitere Verkaufsstelle wurde im Wienergraben eröffnet.

## KZ-Steinbrüche

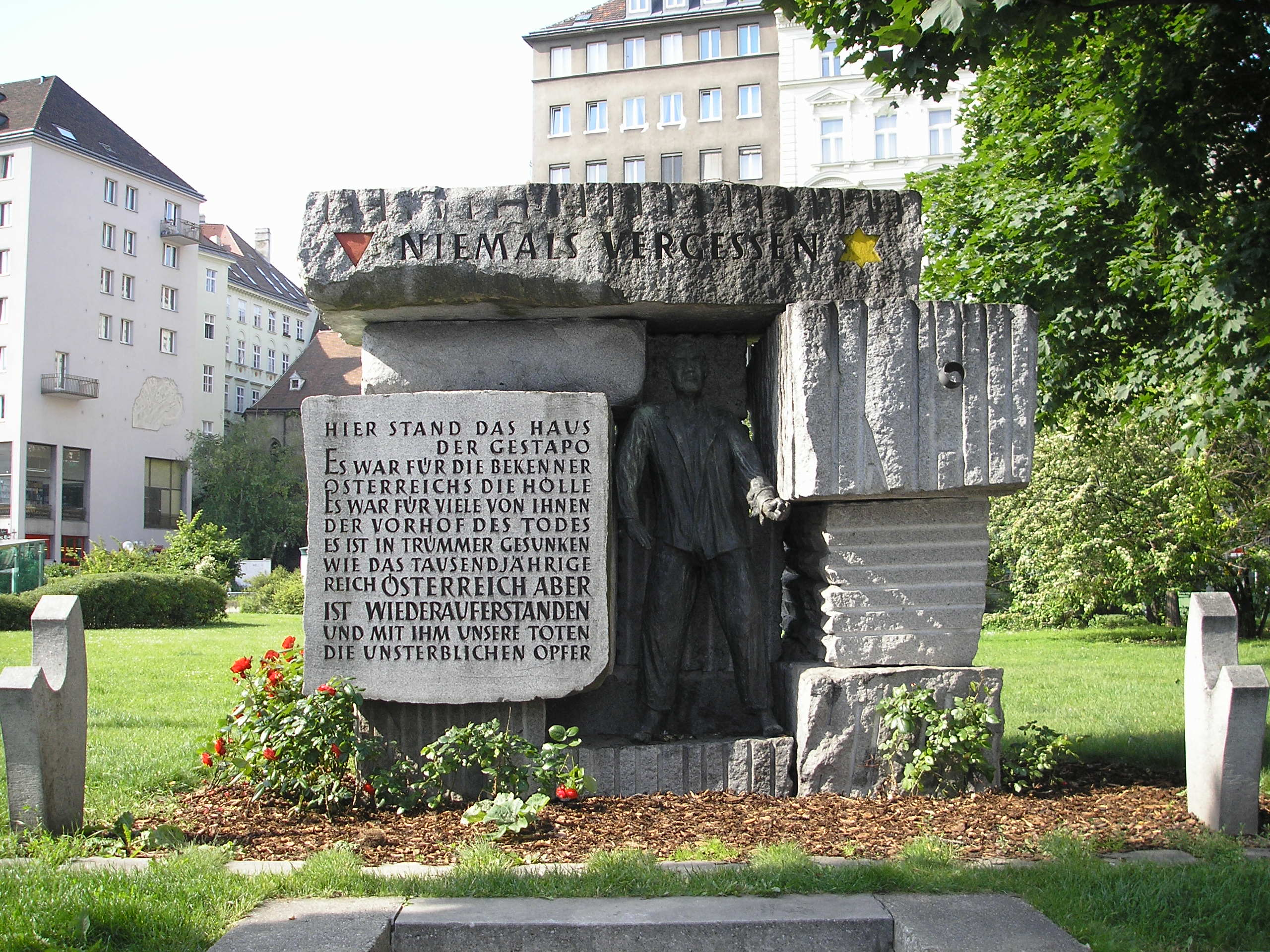
Denkmal für die Opfer der NS-Gewaltherrschaft auf dem Morzinplatz in Wien-Innere Stadt von Leopold Grausam, jun. aus Mauthausener Granit

Da die Nationalsozialisten in ihrer Städteplanung besonderen Wert auf die Verwendung von Granit legten, wählten sie nach dem Anschluss Österreichs im Jahre 1938 den Standort Mauthausen/Gusen für die Erstellung von Konzentrationslagern aus, weil es dort zahlreiche Steinbrüche gab. Im Juni 1938 schloss die SS mit der von ihr gegründeten Deutsche Erd- und Steinwerke (DESt) mit der Gemeinde Wien einen Pachtvertrag über die Nutzung der Steinbrüche Wiener Graben und Marbacher Bruch ab. Hinzu kamen der Steinbruch Gusen und Kastenhof. Der Steinbruch Wiener Graben, den die DESt 1939 von der Gemeinde Wien kaufte, wurde mit dem Steinbruch Gusen und Katenhof bereits 1938 in Betrieb genommen, weil Bausteine für den Aufbau des KZ Mauthausen benötigt wurden. 1941 wurde ein Gleisanschluss nach Gusen gelegt und eine Schmalspurbahn vom Steinbruch Gusen an die Donau.
Geplant war der Abbau von 35.000 m³ Granit jährlich. Beliefert wurde mit diesem Mauthausener Granit die Reichbauinspektion in Berlin, der Stadionbau in Nürnberg und Bauwerke für die Reichsautobahnen. Die KZ-Häftlinge mussten unter unmenschlichen Bedingungen arbeiten und leben. Die Todesrate in Mauthausen war im Vergleich zu anderen KZ wesentlich höher, insbesondere im KZ Gusen. Alleine im Jahre 1941 wurden 18.000 Menschen ins Lager Mauthausen eingewiesen. Mangelhafte Ernährung, schlechte hygienische Bedingungen und ausbrechende Krankheiten wie Fleckfieber führten zu zahlreichen Todesfällen. Aufgrund dieser Tatsache erbrachten die Häftlinge lediglich 20 Prozent der Leistung ziviler Steinmetze. Die Häftlinge wurden nicht nur in den Steinbrüchen eingesetzt, sondern später beispielsweise in der Kriegsproduktion der Steyr-Puch AG und bei den Hermann-Göring-Werken in Linz.
Das griechische Freiheitslied O Antonis handelt von den Zuständen im „Wiener Graben“ des KZ Mauthausen. Das Lied wurde von Mikis Theodorakis geschrieben, nach Gedichten eines Überlebenden, des Dramatikers Iacovos Kambanellis. Es handelt von den dort inhaftierten Juden und Partisanen, die unter anderem vom Balkan und aus Griechenland stammten, und die sich dort zu Tode arbeiten mussten. Antonis, ein inhaftierter griechischer Partisane, half dort einem jüdischen Gefangenen beim Tragen der Steine und wurde deshalb von den Aufsehern ermordet. Seine letzten Worte waren: „Ich werde für die Juden die doppelte, ja die dreifache Menge Steine tragen. Und wenn ihr wirklich Manns genug seid, so begleitet mich in den Tod aus Granit.“

## Anwendung (Beispiele)

### Graz
- Denkmal Kaiser Franz am Freiheitsplatz

### Großraming
- Aschertalbrücke beim Kraftwerk Großraming

### Linz
- Sparkassengebäude, Säulen
- Schützendenkmal
- Hessendenkmal
- Teile der Nibelungenbrücke
- Priesterseminar

### Villach
- Zentralfriedhof, 20 Gedenksteine für Gefallene des Ersten Weltkrieges

### Wien

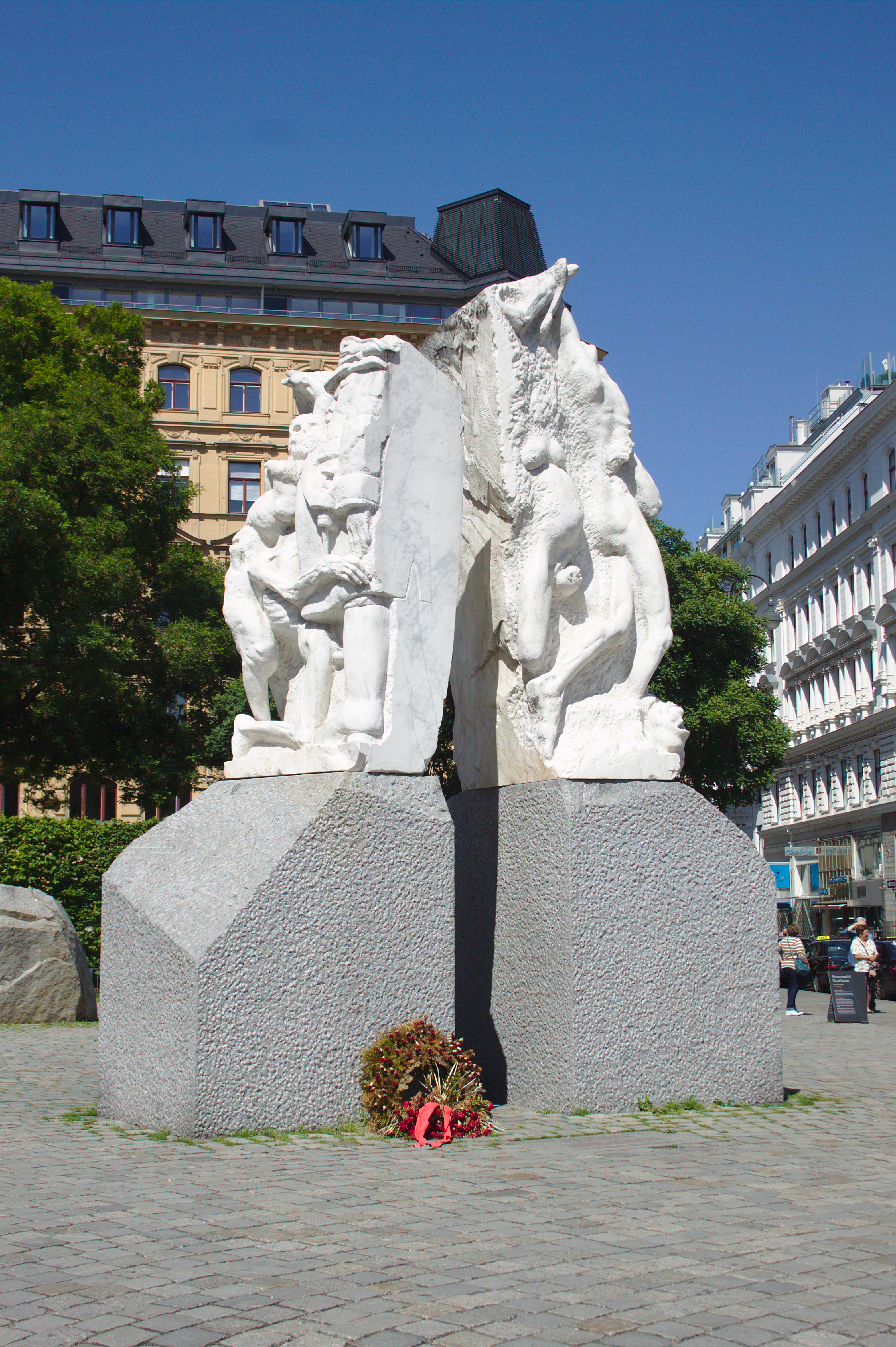
Mahnmal gegen Krieg und Faschismus am Albertinaplatz

- Das Becken des von Ludwig Schwanthaler 1846 anlässlich der Fertigstellung und Eröffnung der Kaiser Ferdinand Wasserleitung entworfenen und von Ferdinand von Miller gegossenen Austriabrunnens, der aus vier Halbzirkeln geformt ist (Vierpass) und in Wien auf der Freyung steht.[17]
- Stein der Republik am Mahnmal gegen Krieg und Faschismus enthält Teile der Regierungserklärung zur Gründung der 2. Republik und die Namen der Männer, die sie am 27. April 1945 unterzeichnet haben; der Granitblock ist das größte Werkstück aus Granit, das je aus dem Mühlviertel (Trommelbergbruch) geliefert wurde, wiegt 57 Tonnen und ist 8,4 Meter hoch. Die Basis der vorderen Gruppe ist ebenfalls aus Granit.
- Burgtheater, 1874–1888 (Gottfried Semper, Carl von Hasenauer), Pfeiler in den Proszeniumslogen, einige Kellertreppen
- Kunsthistorisches Museum, 1871–1891 (Gottfried Semper, Carl Hasenauer), einige Säulen im Innenbereich
- Neue Hofburg, 1881–1965 (Gottfried Semper, Carl Hasenauer u. a.), Kellertreppen
- Technische Hochschule, 1816–1818 (Joseph Schemerl von Leytenbach), Sockel der Bronzebüsten vor der Hauptfront (1903)
- Akademisches Gymnasium, 1863–1866 (Friedrich von Schmidt), Säulenkörper der Säulen in den drei Stockwerken (Vestibül, Aula, Gänge)
- Museum für angewandte Kunst, 32 Säulen im Arkadenhof
- Maria-Theresia-Denkmal, 1874–1888 (Carl Hasenauer, Caspar von Zumbusch), nur die Basisplattform mit Begrenzungssäulen
- Denkmal Kaiser Franz I., 1842–1846 (Bildhauer Pompeo Marchesi) auf dem Platz in der Burg, Sockel
- Schiller-Denkmal (1876), teilweise
- Tegetthoff-Denkmal, teilweise
- Friedhof im Stadtteil Sankt Marx, einige Empire-Grabmale
- Michaelerplatz, Pflaster auf Fußwegen und Fahrbahn
- Pestsäule (Dreifaltigkeitssäule) am Graben, (Mathias Rauchmiller, Johann B. Fischer, Lodovico Burnacini), Stufen und Platten der Basis
- Leopoldsbrunnen, (17. Jahrhundert), Stufen an der Basis
- Danubiusbrunnen (Albrechtsbrunnen), 1861–1869 (Moritz von Loehr, Johann Meixner), Brunnenbecken
- Donnerbrunnen (Providentiabrunnen), 1737–1739, Plastiken von Georg Raphael Donner, Brunnenbecken und Sockel der Providentia aus Mauthausener Granit erneuert 1873
- Pflastersteine in zahlreichen Wiener Straßen

### Wiener Neustadt
- Maria-Theresia-Denkmal, 1862 anlässlich der 110-Jahr-Feier der Theresianischen Militärakademie errichtet; der Entwurf stammt vom Bildhauer Hanns Gasser, der Sockel aus Mauthausener Granit wurde vom Hofsteinmetz Wasserburger gestaltet.

### Tschechien

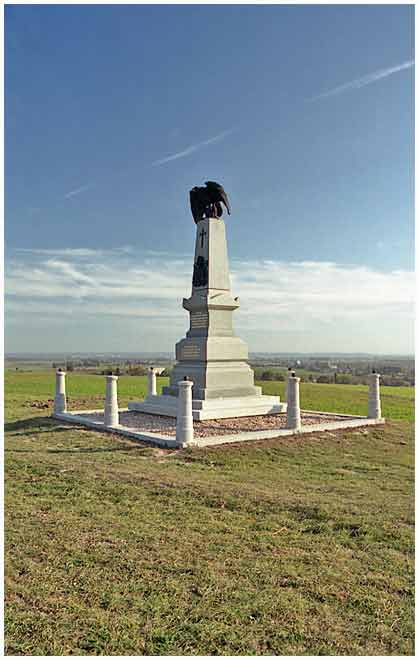
Denkmal für den Krieg 1866 in Chlum / Tschechien

- Denkmal für das 1. österreichische Armeekorps in Chlum (Obelisk auf einem Sockel)

### Nürnberg
- Reichsparteitagsgelände; Hier wurde Granit in großen Mengen für die Verkleidung der Gebäude und die Straßen verwendet; dieser Granit wurde großteils durch Häftlinge der Konzentrationslager wie Flossenbürg, Groß-Rosen und Natzweiler-Struthof und Mauthausen, die in der Nähe vorhandener Granitsteinbrüche errichtet worden waren, abgebaut.